# Fédération de Chine de football
La Fédération de Chine de football, en forme longue Fédération de football de la république populaire de Chine (anglais : Football Association of The People's Republic of China ou CFA; chinois : 中國足球協會) est une association regroupant les clubs de football de Chine et organisant les compétitions nationales et les matchs internationaux de la sélection de Chine.
La fédération nationale de Chine est fondée en 1924. Elle est affiliée à la FIFA depuis 1931 et est membre de l'AFC depuis 1974.